# Cerro Zapotecas
El cerro Zapotecas, conocido informalmente como el «Zapo», es un cerro de origen volcánico ubicado en San Pedro Cholula, en el estado mexicano de Puebla.

## Geografía

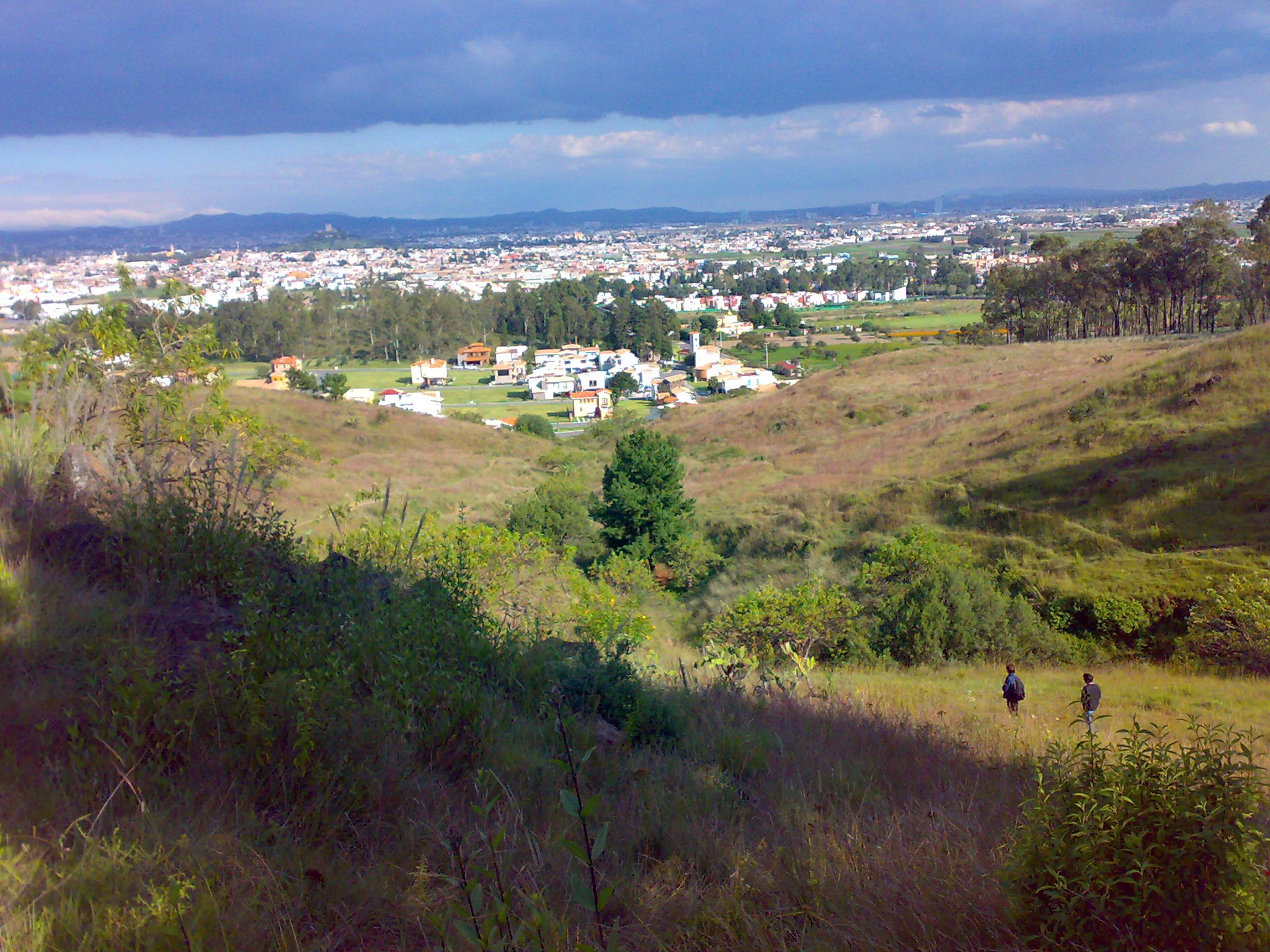
Vista al valle de Puebla desde el Zapotecas

El Zapotecas se localiza al centro del municipio de San Pedro Cholula, al oeste de Cholula de Rivadavia, la cabecera municipal. El zócalo de Cholula, llamado Plaza de la Concordia, se encuentra a escasos 3 km. Tres pueblos —San Cristóbal Tepontla, San Gregorio Zacapechpan y San Francisco Coapa— comparten las laderas meridionales del cerro, mientras que el flanco norte se encuentra menos densamente poblado.
Geográficamente, el Zapotecas está en el centro-oeste del valle de Puebla-Tlaxcala, una meseta perteneciente al Eje Neovolcánico de México. Con sus 2380 m s. n. m., el Zapotecas cuenta con una altitud más bien modesta comparado con los demás cerros de la zona, y más aún con las altas montañas que rodean el valle, entre las que se encuentran varias de las más altas del país. Sin embargo, su localización en la parte más llana del valle ayuda a que pueda divisarse desde varios puntos del mismo.
Como el resto del valle, el Zapotecas goza de un clima templado por altitud. La temperatura media anual es de 16 °C, mientras que la precipitación, la mayor parte de la cual se registra en la estación lluviosa (mayo a octubre), oscila entre los 800 y 1000 mm.

## Presencia humana

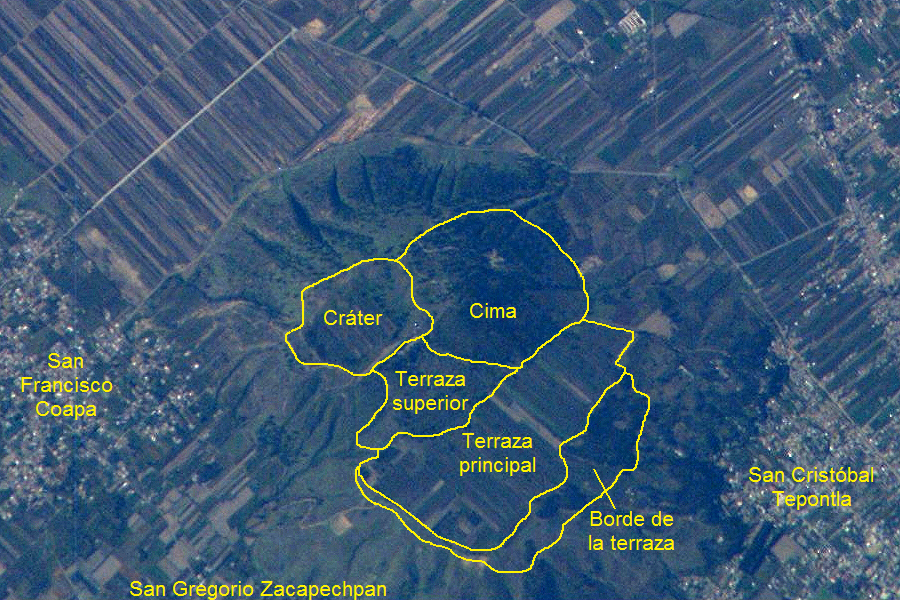
Imagen satelital

### Toponimia
El nombre del cerro proviene del vocablo tzapotēcatl (del náhuatl: originario de Zapotlán o del lugar de los zapotes). Este nombre fue dado por los habitantes de Tepontla, quienes eran étnicamente zapotecos.

### Historia
Investigaciones arqueológicas han arrojado evidencias de una continua huella humana en el Zapotecas desde el Preclásico tardío (siglo II d. C. aprox.). Aunque esta presencia fue discreta en un inicio, el cerro posteriormente sirvió de refugio a la población cholulteca cuando, alrededor del año 600 EC, fue abandonada la zona alrededor de la Gran Pirámide. A partir de entonces, el Zapotecas se convirtió probablemente en un punto focal de la actividad de la zona, puesto que se han descubierto restos de basamentos de templos, estructuras habitacionales y un juego de pelota en la terraza principal, así como de obras hidráulicas en el cráter. Esta ocupación del cerro parece estar asociada a las pugnas de poder entre los pueblos del Valle de México (Teotihuacán) y los de la costa del Golfo de México (El Tajín), que concluyeron con el emplazamiento de un puesto fronterizo olmeca-xicalanca en la cercana Cacaxtla, actual estado de Tlaxcala, alrededor del año 650.

## Actualidad

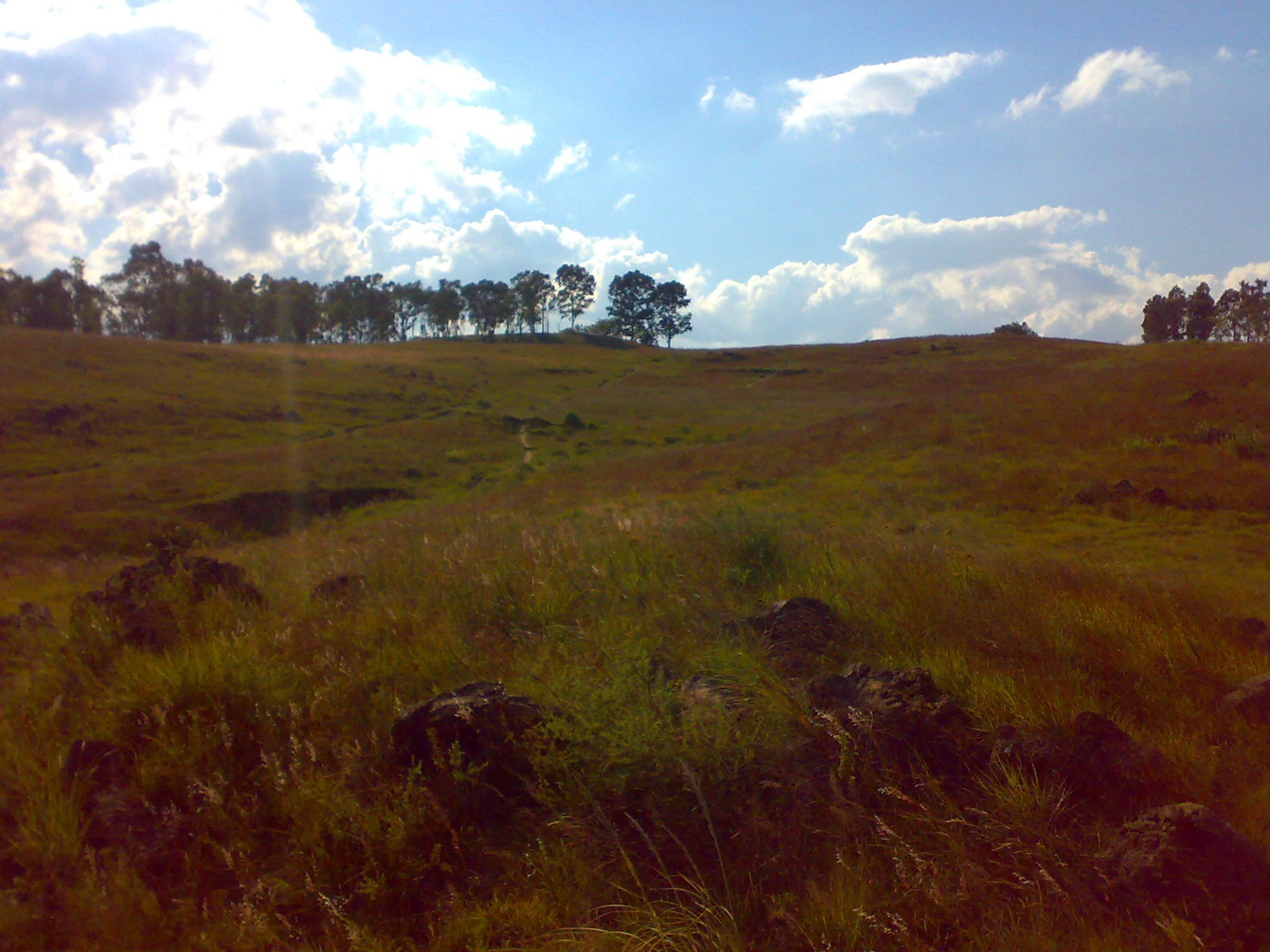
Pastizales en la ladera oriental del Zapotecas

### Situación ecológica
Las zonas correspondientes a las terrazas y al cráter tienen una larga asociación al uso agrícola, sobre todo para el cultivo de maíz y nopal, con extensa utilización de prácticas premodernas como la quema agrícola. Esto —así como la cercanía al área urbana, la proliferación de la industria ladrillera en la región, la existencia de vertederos en las inmediaciones del Zapotecas y la construcción de antenas de telecomunicación cerca de la cima— ha contribuido al deterioro del bosque de pino-encino original, del cual ya únicamente quedan remanentes en el costado norte y noroeste. Un primer intento de reforestación incluyó árboles de la especie exótica Eucalyptus camaldulensis, que modificó sustancialmente el ecosistema del cerro.
A pesar de lo anterior, el Zapotecas fue declarado primero reserva ecológica en 1994, después área natural protegida en 2008, con el nombre de "Parque Estatal Cerro Zapotecas". Un total de 536.43 hectáreas queda cubierto por este decreto, que busca defender la única zona boscosa y una importante área de recarga de los mantos acuíferos de la ciudad. También el gobierno municipal actual ha mostrado una postura clara al respecto, realizando en 2016 y 2017 campañas de reforestación con especies nativas —encinos y ocotes— y poniendo un alto a la urbanización del cerro.

### Recreación
El «Zapo» es popular entre los deportistas de la región y permite un gran número de actividades recreativas, como el pícnic, el jogging, el senderismo, el ciclismo de montaña y el motocross. En años anteriores, el Zapotecas también ha sido escenario de competencias de deporte extremo, como de la modalidad enduro del ciclismo de montaña.